# Русский военный корабль, иди на хуй
«Русский военный корабль, иди на хуй!» (укр. Російський військовий кораблю́, іди нахуй) — фраза-відповідь українських солдатів з острова Зміїний, яку під час російського вторгнення в Україну 2022 року почув у відповідь російський крейсер «Москва» на пропозицію здатись.

## Виникнення
24 лютого російський ракетний крейсер «Москва» та патрульний корабель «Василь Биков» підпливли до українського острова Зміїний, де перебували 13 прикордонників Ізмаїльського прикордонного загону. Росіяни двічі оголосили гарнізону:
|  | «Я — російський військовий корабель. Пропоную скласти зброю і здатися, задля уникнення кровопролиття та невиправданих жертв. Інакше по вас буде завдано бомбово-штурмовий удар».Оригінальний текст (рос.) «Я — русский военный корабль. Предлагаю сложить оружие и сдаться, во избежание кровопролития и неоправданных жертв. В противном случае по вам будет нанесен бомбово-штурмовой удар». |

На що один з українських захисників відповів: «Русский военный корабль, иди на хуй!».
Того ж дня Державна прикордонна служба повідомила, що зв'язок із прикордонниками на Зміїному втрачено. О 22:05 острів захопили. Радник міністра внутрішніх справ Антон Геращенко повідомив, що українські воїни загинули й виклав у соцмережах аудіозапис їхніх переговорів представників російських військ. 28 лютого стало відомо, що насправді вони живі й перебувають у полоні росіян. 24 березня між Україною та Росією відбувся обмін військовополоненими, унаслідок якого звільнили прикордонника Романа Грибова.
30 червня острів Зміїний звільнили Збройні сили України.
Від початку фразу приписували прикордоннику Роману Грибову, однак згодом у Держприкордонслужбі повідомили, що автором вислову є інший військовослужбовець.

## Реакція

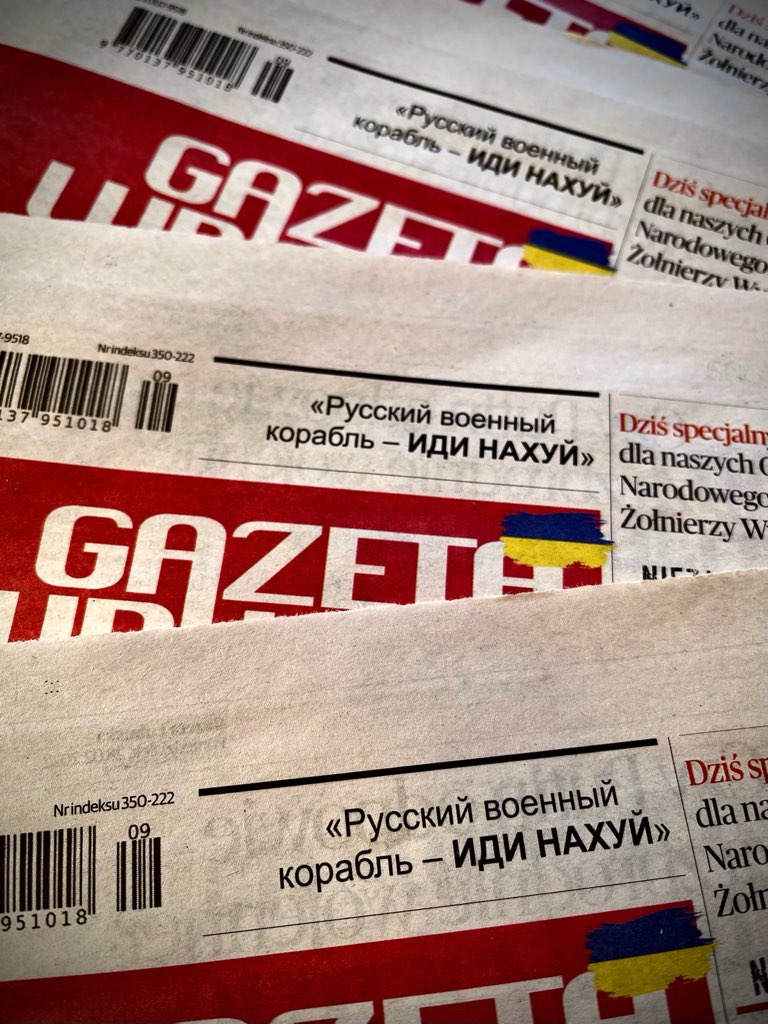
Вислів на шпальті польської газети Gazeta Lubuska

Фраза стала одним із символів боротьби з російськими окупантами. Сміливу відповідь люди сприйняли з захопленням, і фраза стала мемом. Причиною популярності серед людей цієї фрази стала категоричність відмови автора цієї фрази на пропозицію здатися ворогу.
Висвітлення події потрапило на сторінки видань «Рейтер», «Ґардіан», «Політіко», «Дейлі мейл» і багато інших. Використовують англомовний переклад «Russian warship, go fuck yourself».
Вислів став словом 2022 року в Україні за версією словника «Мислово».

## Аналогії
Американська газета «Нейви Таймс» писала, що в соціальних мережах українці сприйняли цю фразу як заклик до згуртованості, і її підхопили прихильники України по всьому світу. Своєю чергою, журнал «The Week» порівняв цю фразу із гаслом «Пам'ятай Аламо», яке використовували захисники техаської місії в XIX столітті.

## Правопис та легалізація

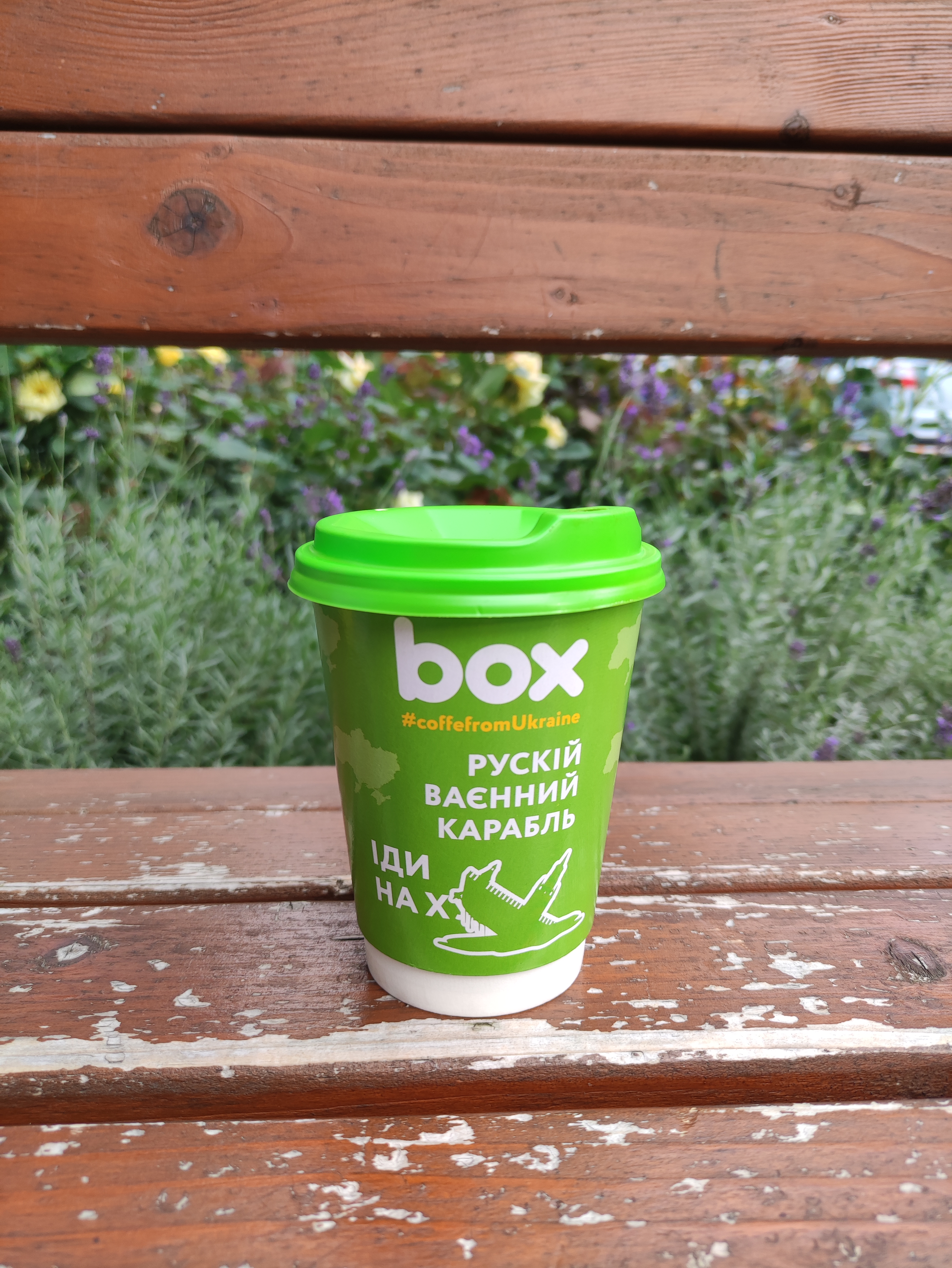
Паперовий стакан з написом

Дорожній покажчик напрямку для російських окупантів, встановлений у деяких областях України під час російського вторгнення в Україну у 2022 році.

Дискусії та суперечки навколо написання фрази — разом чи окремо — охопили всі простори, у яких ставала необхідність у текстовому написанні.
Окреме звернення вийшло від доцента Київського університету ім. Тараса Шевченка Дмитра Хоркіна. У своєму зверненні він заявив про обурення неправильного написання прислівника, утвореного злиттям прийменника з іменника. Відповідно до Правопису української мови, прислівники, утворені злиттям прийменників з іменниками пишуться разом. «Нахуй» — є прислівником, що означає напрям (обставини місця, напрямку).
За офіційним роз'ясненням Національного агентства України з питань державної служби від 21 березня 2022 року (надане на запит заступника голови Державної екологічної інспекції України з питань цифрового розвитку, цифрових трансформацій і цифровізації Андрія Богдановича), використання державними службовцями зазначеної фрази не є порушенням Загальних правил етичної поведінки державних службовців та посадових осіб місцевого самоврядування: «Вимовлену українськими прикордонниками фразу на острові Зміїний українці сприйняли як заклик до згуртування і її підхопили прихильники України в усьому світі. Фраза стала одним із символів боротьби з російськими окупантами <…> З огляду на зазначене, на думку НАДС, вказана фраза не може завдати шкоди репутації державних органів та органів місцевого самоврядування».
Дитяча письменниця Юліта Ран пояснює швидку легалізацію фрази: «Ми у такий спосіб змогли виплеснути те недобре, що нас переповнювало. Всім страшно: в тилу, під обстрілами, на фронті. Але те, що ми можемо сміятися над нашими ворогами, уже робить нас переможцями — на рівні вищому за тілесне, фізичне, буквальне».

## Використання

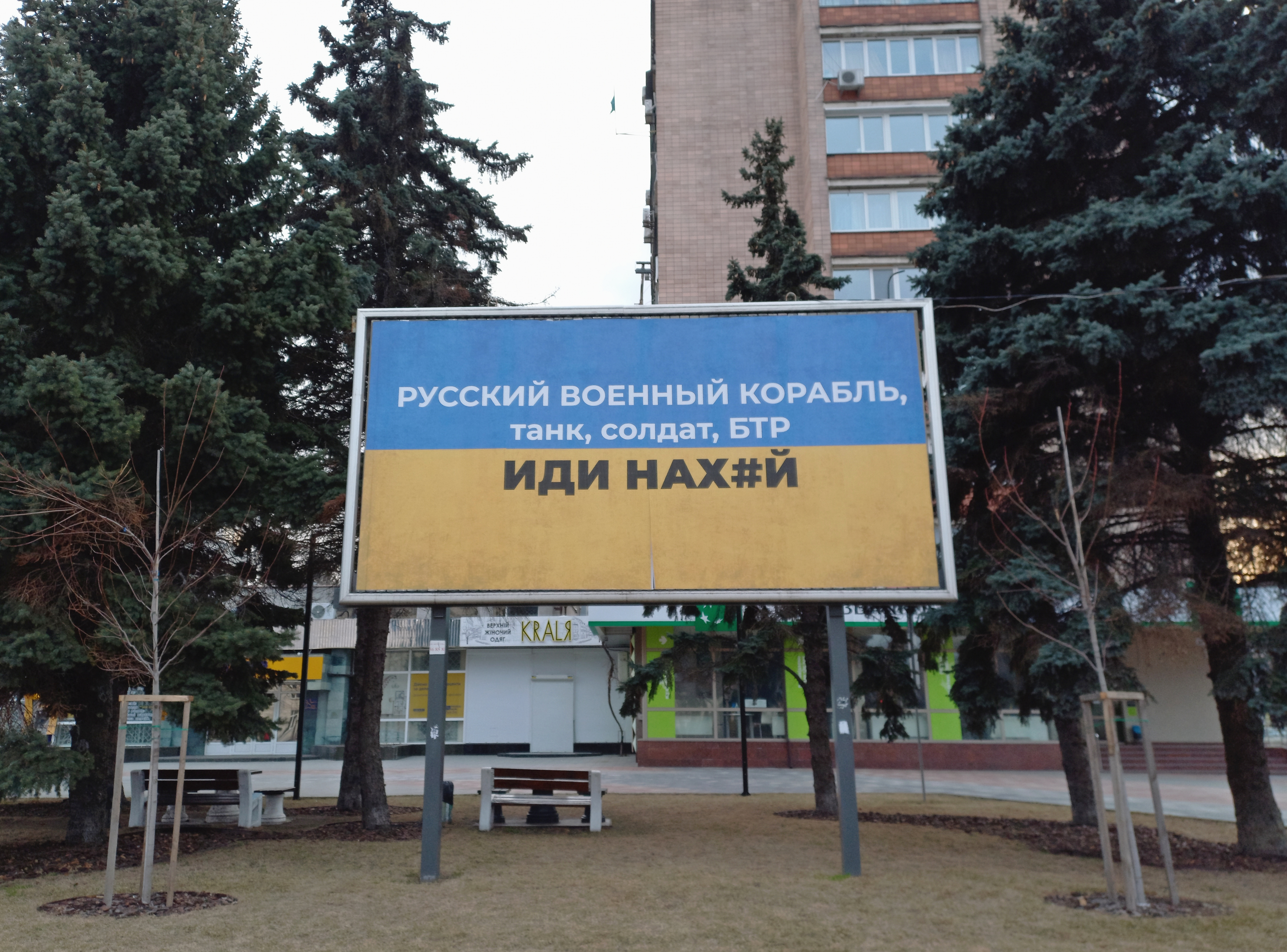
Білборд у Черкасах

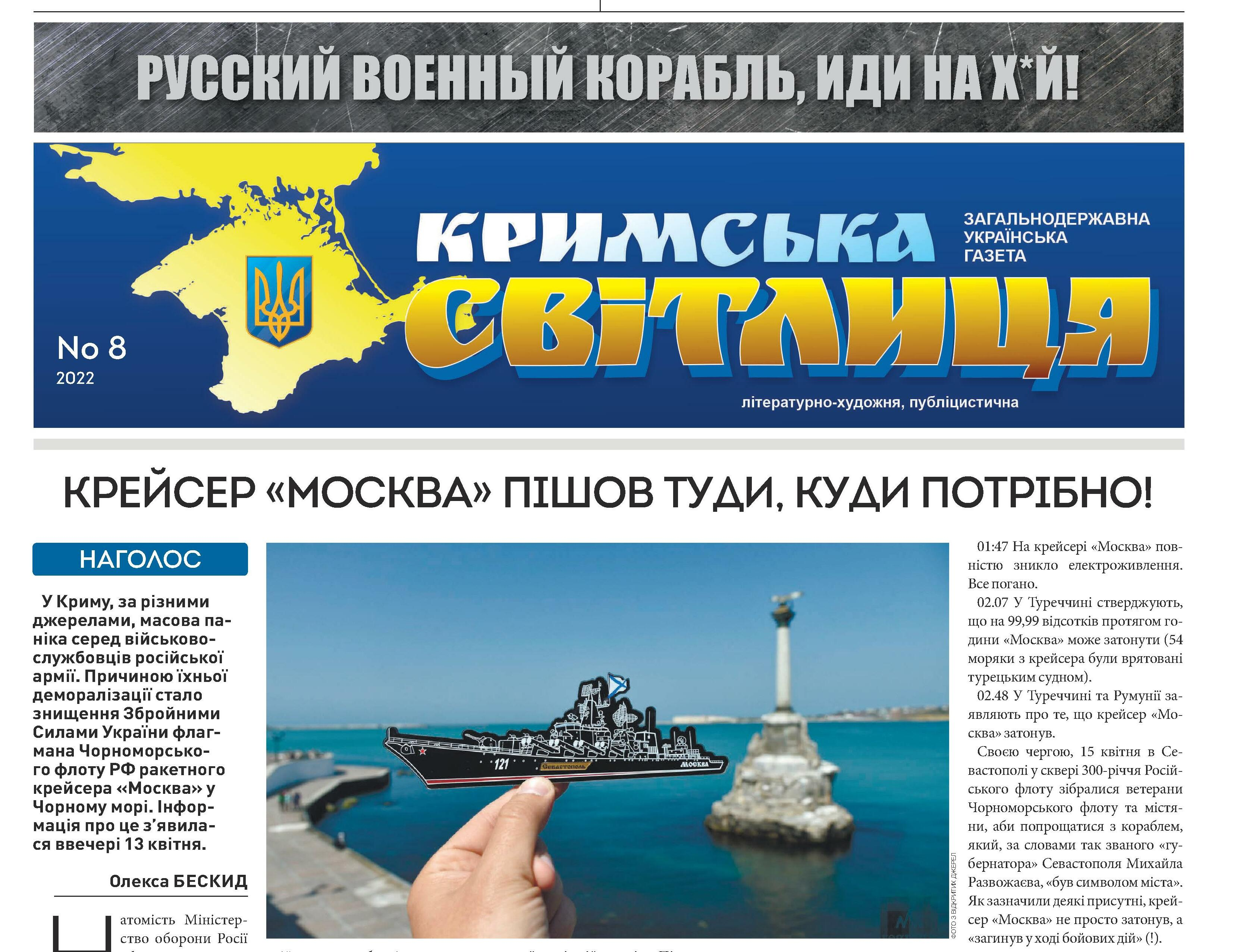
Використання фрази над логотипом у газеті «Кримська світлиця», 2022 рік

Подію згадували німецькомовні видання (нім. Russisches Kriegsschiff — fick dich!, Russisches Kriegsschiff, verpisst euch!): «Шпіґель», «Кур'єр», «ОЕ24». Польськомовні (пол. Rosyjski okręcie wojenny, pierdolcie się!): «Виборча», «Ньюсвік Полска».
Італомовні (італ. Nave da guerra russa, fottiti!): «Ліберо Квотідіано».
Фразу розмістила над логотипом українська газета «Кримська світлиця», починаючи з № 5 2022 року.
На основі цієї фрази з'явилася велика кількість похідних виразів, що виражають ставлення до певних галузей (економіка, культура тощо).
Фраза стала назвою інтернет-платформи, яка акумулює корисну інформацію, необхідну на час війни.

### Комунікація
Фраза набула широкого вжитку на всіх рівнях комунікації. Її використовують користувачі соцмереж, урядовці, управлінці (голова Чернігівської ОДА В'ячеслав Чаус скористався нею під час звернення до окупантів), вона отримала міжнародне поширення (повторив заклик ведучий американської науково-популярної телепередачі каналу Discovery Channel «Руйнівники міфів» Джеймі Гайнеман у своєму відеозверненні, польський актор та кінорежисер Анджей Северин цією фразою завершив свій виступ на благодійному концерті у Лодзі, дочитавши «Заповіт» Тараса Шевченка) тощо.
До імпровізованого флешмобу приєдналася й Укрзалізниця. Після підриву залізничних вузлів сполучення з Росією відповіли росіянам: «Русский поезд, иди нахуй», відмовившись відновити розірваний зв'язок із РЖД.
Відповідно фраза оформлена й на дорожніх знаках з метою деморалізації ворога. Фразу транслювали на електронних табло зупинок громадського транспорту в Луцьку і Дніпрі.
«Monobank» використав фразу в оновленому дизайні карток для всіх клієнтів у додатках Apple та Google Pay. Логістична компанія «Нова пошта» відкрила свою нову акцію під назвою «Російський корабель, йди на хуй!». Оператор поштового зв'язку «Укрпошта» з 1 по 11 березня провів конкурс на найкращий проєкт поштової марки «Російський військовий корабель, йди нахуй!», переможцем у якому оголосили художника Boris Groh, за варіант якого проголосувало понад 1700 людей з 8 000 усіх голосів. Інтернет-провайдер «Ланет» використав дане гасло для оформлення свого сайту. [джерело?]
27 лютого 2022 року російське судно підійшло до грузинського нафтового танкера з проханням надати пальне. Останній відповів: «Русский корабль, иди на хуй». Коли росіяни поскаржилися, що у них майже закінчилося пальне, їм сказали використовувати весла.

### Музика, поезія
Фраза використана наприкінці пісні «шо ви браття» андеграундного проєкту Jockii Druce. Пісня стала одним із перших мережевих «військових хітів» і увійшла в топ-10 Apple Music Україна.
Фраза стала основою для створення поетичних рядків — «Острів Зміїний» російського поета Дмитра Бикова, або використовувалася як лейтмотив всього поетичного твору — «П'ять слів» Олександри Смілянської. Текст Смілянської отримав широке поширення, майже одразу з'явилися відеоверсії виконання (київська театральна спільнота «DSP»).
Музикант Сергій Бабкін переспівав пісню «Солдат», де з'явилися слова «Краще всіх лікарських крапель — руський воєнний корабль іді нахуй».
Литовський гурт «LT United» використав фразу «Русский военный корабль, иди на хуй» у кавер-версії своєї пісні «We Are the Winners», з якою виступали у фіналі пісенного конкурсу «Євробачення 2006». Нова версія пісні під назвою «You Are The Winners, Ukraina» (укр. «Ви переможці, Україно!»), прозвучала 11 березня 2022 року під час щорічної національної премії «Lietuvos garbė», яку організовує телебачення «TV3». В тексті так само використано гасло «Слава Україні! — Героям Слава!» та є слова «Щодня катастрофи у вашій країні, щодня ви боретеся за вашу землю, але істерика ворога — вас не хвилює, боротьба за свободу — не припиниться».
Фраза присутня в композиції стилю апліфтинг-транс «Bij De Wind» українського дуету Air Project.

### Живопис

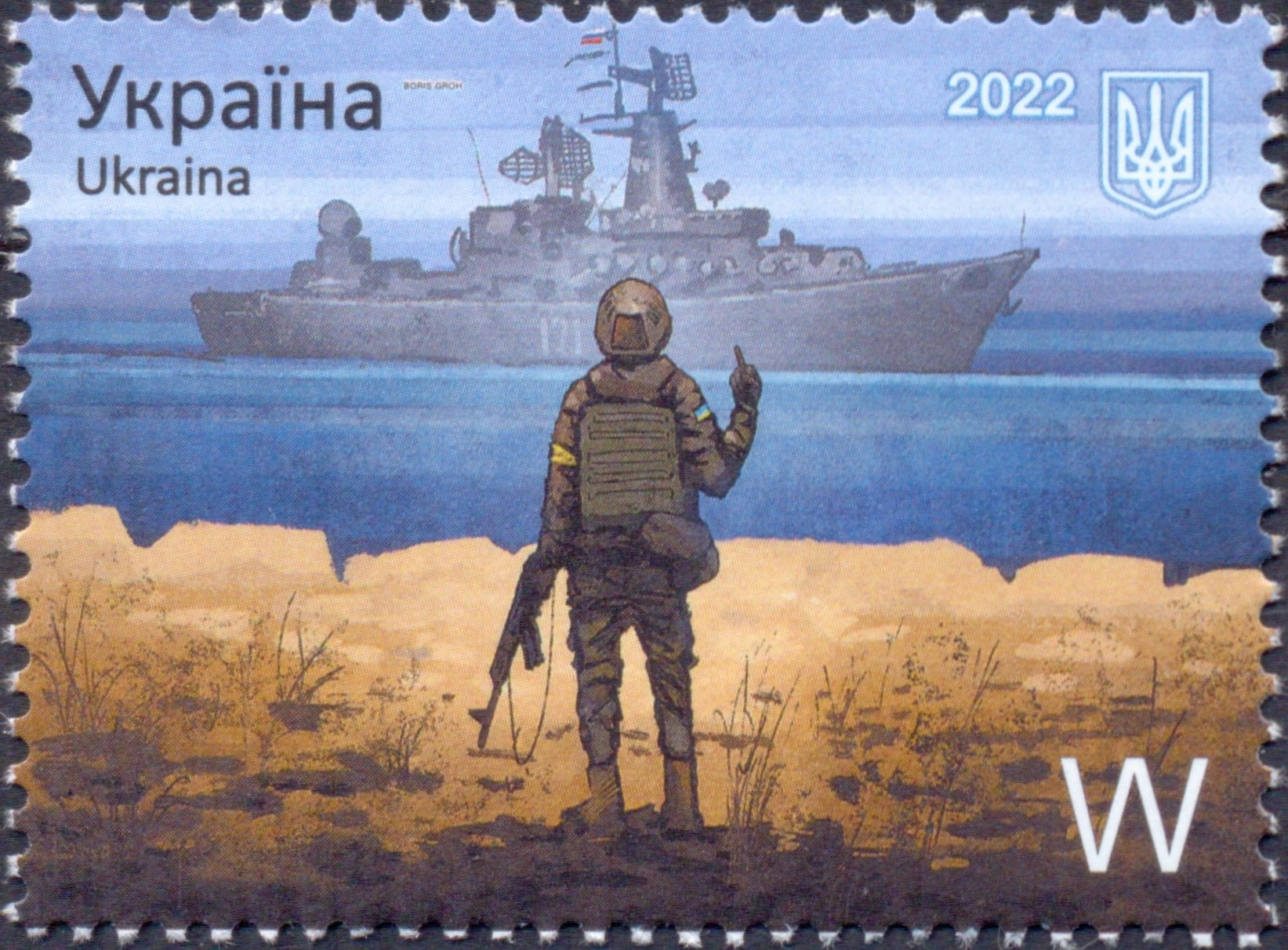
Поштова марка «Русскій воєнний корабль, іді… !» за мотивами відповіді прикордонників з острова Зміїного на погрози російського крейсера «Москва»

Плакатні версії за мотивами фрази з'явилися у виконанні українських митців Стали відомими роботи художників Юрія Журавля, Нікіти Тітова. На пляжі Одеси з'явилося графіті.
12 квітня 2022 року Укрпоштою випущено поштову марку «Русскій воєнний корабль, іді… !». Через два дні, 14 квітня 2022 року, зображений на марці флагман Чорноморського флоту РФ крейсер «Москва» затонув.
23 травня 2022 року Укрпоштою випущено фінальні поштові марки серії «РУССКІЙ ВОЄННИЙ КОРАБЛЬ …». Спеціально до Дня морської піхоти, ввела в обіг поштові марки «Русскій воєнний корабль … ВСЬО! Смерть ворогам!» з номіналом F для відправлень по Україні та «Русскій воєнний корабль … ВСЬО! Слава нації!» з номіналом W для міжнародних відправлень.

## Зміна авторства
23 травня 2022 року МВС повідомило, що справжнього автора фрази про російський корабель, дістали з полону. До цього автором цих слів вважався морський піхотинець Роман Грибов. Втім, за словами начальника прикордонної застави «Острів Зміїний» Богдана Гоцького, «у подорож» російський корабель відправив його підлеглий, що перебував у полоні півтора місяця.

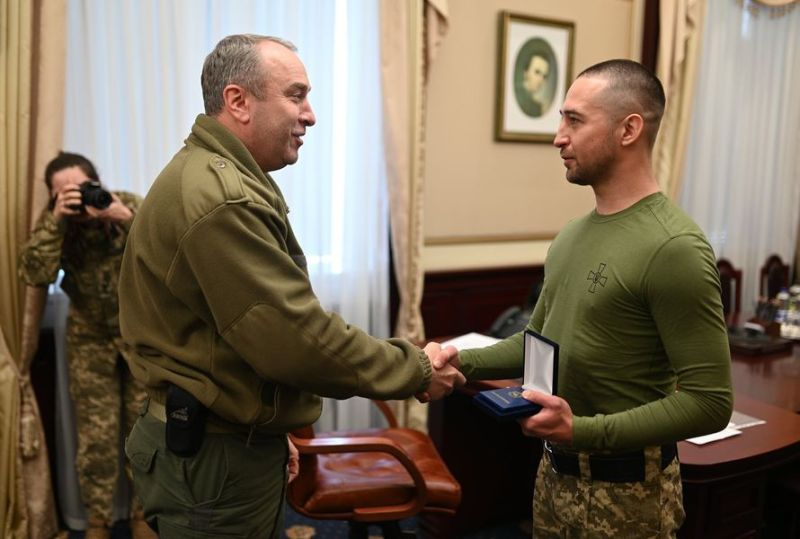
Роман Грибов (праворуч) отримує нагороду від губернатора Черкаської області Ігоря Табурця у березні 2022 року.

Держприкордонслужба заявила, що офіційно ніколи не називала ім'я прикордонника, аби не наражати на зайву небезпеку його самого та його товаришів, що також перебували у полоні.

## Зауваги
1. ↑  У російській мові існують прислівникові вирази, що складаються з іменника з прийменником «на», записаних окремо, але з наголосом на прийменнику, наприклад: «бросить на́ пол», «кому-то это на́ руку», «на́ ночь глядя» тощо.[джерело?]